# Peter Losha

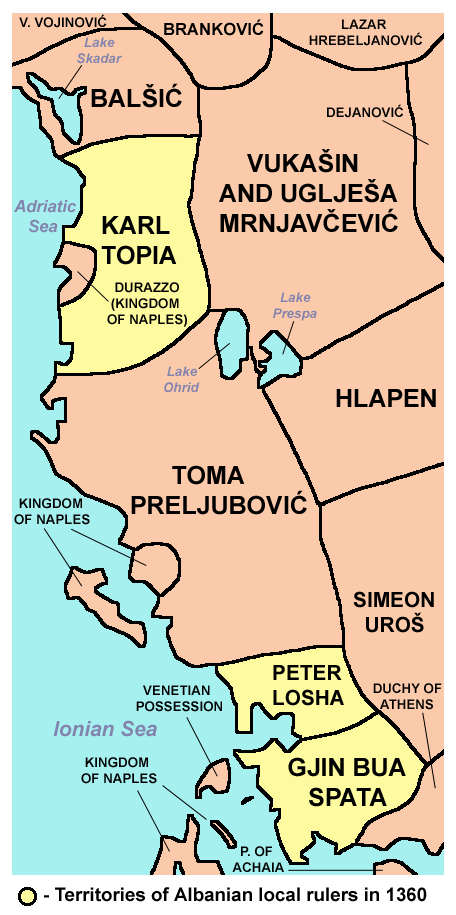
Die Teilfürstentümer der albanischen Magnaten im zerfallenden serbischen Reich, um 1360

Peter Losha (albanisch Pjetër Llosha; serbisch Петар Лоша Petar Loša, mittelgriechisch Πέτρος Λέοσας Pétros Léosas, † 1374 in Arta) war ein albanischer Fürst im südlichen Epirus.

## Leben
Peter Loshas genealogische und ethnische Herkunft liegt im Dunkeln. Dem Schriftsteller Ekrem Bey Vlora zufolge soll er einer albanischen Adelsfamilie entstammen, die zwischen 1220 und 1235 rund 10.000 Albaner in die Ebene von Thessalien geführt hatte.
Im Frühjahr/Sommer 1359 besiegte eine Koalition rebellierender albanischer Stämme unter der Führung von Gjin Bua Shpata und Peter Losha in der Schlacht am Acheloos den Despoten von Ioannina, Nikephoros II. Dukas, der nach dem Tode des serbischen Kaisers Stefan Dušan (1346–1355) aus dem byzantinischen Exil nach Epirus zurückgekehrt war. Der thessalische Kaiser Simeon Uroš Palaiologos, ein Bruder Dušans und Schwager von Nikephoros, musste Losha die Herrschaft über die Region am Ambrakischen Golf mit den Festungen Arta und Rogoi überlassen; im südlich angrenzenden Ätolien-Akarnanien etablierte sich Bua Shpata als quasi-autonomer Fürst. Losha und Bua Shpata erkannten Simeons Suzeränität an, der ihnen im Gegenzug 1359 oder wenig später die Despotenwürde zugestand, womit die Legitimität ihrer Herrschaft aufgewertet wurde.
Die politische Lage für Peter Losha und die anderen albanischen Magnaten in Epirus verschlechterte sich, als sich 1366 der serbische Gouverneur von Ioannina, Thomas Preljubović, selbstständig machte. Die albanischen Clans der Mazaraki und Malakasa lehnten sich unter Loshas Führung gegen ihren neuen Oberherren auf und belagerten Ioannina fast drei Jahre lang. Der Konflikt wurde erst 1370 mit Mitteln der Heiratsdiplomatie beigelegt. Losha akzeptierte seinen formalen Status als Vasall Preljubovićs, der seine Tochter Irene dem Sohn des Albanerfürsten, Gjin Losha, zur Frau gab.
Peter Losha starb 1374 in Arta an der Pest. Sein Sohn konnte die Herrschaft nicht gegen Gjin Bua Shpata behaupten, der das Despotat Arta noch im selben Jahr seinem Territorium einverleibte.